# Дайамонд-Бар
Дайамонд-Бар (англ. Diamond Bar) — город в округе Лос-Анджелес, штат Калифорния, США. Население города (по подсчетам на 1 января 2008 года) составляет 60 360 человек.
В Дайамонд-Баре построена первая в Южной Калифорнии водородная заправочная станция.

## История
В 1840 году Хосе де ла Лус Линарес получил в награду ранчо Лос-Ногалес величиной 4340 акров (1760 га) от губернатора Хуан Батисты Альварадо. Линарес умер в 1847 году, и его вдова продала часть земель ранчо Рикардо Вехары. Вехар также владел ранчо Сан-Хосе. Он приобрел оставшуюся территорию Лос-Ногалес в течение последующих десяти лет.
Уже в составе Соединенных Штатов огромная территория ранчо была разделена на несколько менее крупных. Самым большим по территории было ранчо Дайамонд-Бар. В 50е года XX века ранчо Дайамонд-Бар было выкуплено корпорацией Transamerica. Именно с этой поры населенный пункт перестает быть ранчо и приобретает название Дайамонд-Бар.
18 апреля 1989 года Дайамонд-Бар получил статус города.

## География
Город Дайамонд-Бар расположен в юго-восточной части долины Сан-Габриэль на востоке округа Лос-Анджелес в 27 милях от Лос-Анджелеса. Площадь города составляет 38,23 км². Высота центра населенного пункта — 212 метров над уровнем моря.

## Демография
По данным переписи 2000 года, население Дайамонд-Бара составляет 56 287 человек. Плотность населения — 1 578,9 человек на км². Расовый состав таков: 50,4% азиатов; 33,3% белых; 3,9% афроамериканцев; 0,33% коренных американцев; 0,12% жителей тихоокеанских островов; 7,7% других рас.
Возрастной состав получился следующим: 27,0% — до 18 лет; 8,8% — от 18 до 24 лет; 29,6% — с 25 до 44 лет; 27,2% — от 45 до 64 лет; 7,5% — 65 лет и старше. Средний возраст составил 36 лет. На каждые 100 женщин приходится 96,0 мужчин. На каждые 100 женщин возрастом старше 18 лет насчитывалось 92,0 мужчин.

## Известные уроженцы
- Морган, Алекс (р. 1989) — американская футболистка, чемпионка Олимпийских игр 2012 года, вице-чемпионка мира.